# 八尋信夫
八尋 信夫（やひろ のぶお、1943年2月 - ）は、福岡県出身の元競艇選手。

## 経歴
福岡大学卒業後に競艇選手となり、23期の同期には服部幸男の父・正彦がいる。地元福岡での強さから「博多ん大将」「博多天皇」と呼ばれ、周年記念は1974年に初制覇を果たすと、1977年と1978年には史上初の連覇。1993年に同じ地元の占部彰二が達成するまで10年以上も八尋ただ一人の記録であったほか、1977年と1979年には地元で行われた全日本選手権競走で共に優出し、1979年は北原友次や安岐真人といった他地区の強豪を抑えて自身唯一の四大特別競走・SG級レース制覇。2着にも岡本義則が入って地元勢ワンツーとなり、八尋は「博多天皇」の名を世に知らしめた。大卒SGレーサーは前年に住之江の全日本選手権を制した松田慎司（広島大卒）以来2年連続2例目で、八尋を最後に出ていない。
1975年にはアウト一本に戦法チェンジして話題を呼んだが、アウト一本で三冠王に輝いた野中和夫に刺激を受けたのではなく、同じ九州から出てきた長崎の国光秀雄が、あまりにも易々とアウトから勝つのを見て「面白いように勝ちよる」と36期の新人に習ったのがきっかけであった。それまでは「イン屋」で、叩かれて5、6着に沈んでもインにしか見向きもしなかったが、第2回笹川賞競走（常滑）の成績が2着1回だけで、5着4回・6着2回に終わり、アウト一本に固まった。8月の第21回モーターボート記念競走（下関）では初日の4着を除いて優勝戦まで5連勝し、本命のイン・野中に対し八尋はアウトから全速でまくり込んで、バックで伸び勝負に持ち込むはずであった。それが海面のうねりにハンドルを取られて転覆し、野中もエンストして両者共倒れに終わった。後の福岡ダービーは4号艇4コースから決めたが、SG制覇後は松田雅文に「博多ん大将」「博多天皇」の称号が受け継がれた。
八尋は1980年・唐津、1983年・若松の九州地区選手権競走も制しているが、九州ダービーは福岡で獲ったことがない。
1999年9月19日の児島一般「テレボートカップ」では優出し、5号艇4コースから新井敏司らを抜いて最後の優勝を果たす。2000年3月3日の尼崎一般「日本財団会長杯争奪ダイスポカップ2000」が最後の優出（6号艇2コース進入で5着）となり、6月16日の若松一般「第28回しぶき杯争奪戦競走」4日目9R予選が最後の勝利、同19日の最終日3R一般が最後の出走となった。

## 獲得タイトル
※太字は四大特別競走を含むSG級レース
- 1974年 - 福岡開設21周年記念競走
- 1977年 - 福岡開設24周年記念競走
- 1978年 - 福岡開設25周年記念競走
- 1979年 - 第26回全日本選手権競走（福岡）
- 1980年 - 九州地区選手権競走（唐津）
- 1983年 - 九州地区選手権競走（若松）